# ليليان هارفي
ليليان هارفي (بالألمانية: Lilian Harvey )‏ (و. 1906 – 1968 م) هي مغنية، وممثلة مسرحية، وممثلة أفلام من المملكة المتحدة، وألمانيا، ولدت في لندن، توفيت في أنتيب، عن عمر يناهز 62 عامًا، بسبب فشل الكبد.

## جوائز
حصلت على جوائز منها:
- جائزة الفيلم الألماني [الإنجليزية]‏.

## وصلات خارجية
- ليليان هارفي على موقع IMDb (الإنجليزية)
- ليليان هارفي على موقع مونزينجر (الألمانية)
- ليليان هارفي على موقع ألو سيني (الفرنسية)
- ليليان هارفي على موقع ميوزك برينز (الإنجليزية)
- ليليان هارفي على موقع أول موفي (الإنجليزية)
- ليليان هارفي على موقع قاعدة بيانات برودواي على الإنترنت (الإنجليزية)
- ليليان هارفي على موقع قاعدة بيانات الأفلام السويدية (السويدية)
- ليليان هارفي على موقع ديسكوغز (الإنجليزية)
- ليليان هارفي على موقع قاعدة بيانات الفيلم (الإنجليزية)
- ليليان هارفي على موقع كينوبويسك (الروسية)